# Isakstjärnen, Värmland
Isakstjärnen är en sjö i Torsby kommun i Värmland och ingår i Göta älvs huvudavrinningsområde. Sjön är 5,4 meter djup, har en yta på 0,017 kvadratkilometer och är belägen 379 meter över havet.